# Leif Benjour
Leif Axel Benjour, född 9 augusti 1945 i Engelbrekts församling, Stockholm, är en svensk filmfotograf.
Benjour tog studenten vid Whitlockska samskolan i Stockholm 1965. Han inledde sin karriär 1978 och har sammanlagt fotat ett 40-tal produktioner. Tillsammans med Sveriges Television mottog han 1983 ett skadestånd från Svensk Damtidning som i december 1980 utan tillstånd publicerat fyra bilder fotade av Benjour på den svenska kungafamiljen.
Han nominerades 2005 till en Guldbagge i kategorin Bästa foto för Fyra nyanser av brunt.

## Filmografi
- 1978 – Fusket
- 1984–1985 – Svenska brott (TV-serie)
- 1986 – Hassel – Anmäld försvunnen
- 1986 – Hassel – Beskyddarna
- 1987 – Paganini från Saltängen (TV-serie)
- 1988 – Stoft och skugga (TV-serie)
- 1989 – Hassel – Slavhandlarna
- 1989 – Hassel – Säkra papper
- 1989 – Hassel – Terrorns finger
- 1989 – Hassel – Offren
- 1989 – Alla älskade Alice (TV-serie)
- 1990 – Smash (TV-serie)
- 1992 – Hassel – De giriga
- 1992 – Hassel – Svarta banken
- 1992 – Hassel – Botgörarna
- 1993 – Den gråtande ministern (TV-serie)
- 1993 – Rosenbaum (TV-serie)
- 1994 – Bert (TV-serie)
- 1995 – Bert – den siste oskulden
- 1996 – Zonen (TV-serie)
- 1996 – Nudlar och 08:or (TV-serie)
- 1996 – Percy tårar (TV-serie)
- 1998 – Pip-Larssons (TV-serie)
- 1999 – Jakten på en mördare (TV-serie)
- 1999 – Torsk på Tallinn
- 1999 – Reuter & Skoog (TV-serie)
- 2000 – Judith (TV-serie)
- 2000 – Soldater i månsken (TV-serie)
- 2002–2003 – Cleo (TV-serie)
- 2004 – Fyra nyanser av brunt (TV-serie)
- 2004 – Graven (TV-serie)
- 2004 – Om Stig Petrés hemlighet (TV-serie)
- 2005 – Landins
- 2005 – En dålig idé
- 2005 – Min sista vilja
- 2005 – Pappas lilla tjockis
- 2005 – Ulveson & Herngren (TV-serie)
- 2005 – Kvalster (TV-serie)
- 2006 – En uppstoppad hund
- 2007 – Leende guldbruna ögon (TV-serie)
- 2007 – Lögnens pris (TV-serie)
- 2008 – Om ett hjärta (TV-serie)
- 2008–2009 – Livet i Fagervik (TV-serie)
- 2009 – Guds tre flickor (TV-serie)
- 2011 – Maria Wern - Svart fjäril
- 2011 – Maria Wern - Pojke försvunnen